# تپه طاسکند دو
تپه طاسکند دو مربوط به نئولتیک (دوران نوسنگی) ـ  کالکولتیک (مس‌سنگی) است و در شهرستان تکاب، بخش مرکزی، دهستان کرفتو، روستای طاس کند واقع شده است. این اثر در تاریخ ۳۰ دی ۱۳۸۵ با شمارهٔ ثبت ۱۶۸۱۲ به عنوان یکی از آثار ملی ایران به ثبت رسیده است.